# فرانك هيوز (لاعب رماية)
فرانك هيوز (بالإنجليزية: Frank Hughes)‏ هو لاعب رماية أمريكي، ولد في 14 يناير 1881 في نيلاي في الولايات المتحدة، وتوفي في 28 يونيو 1942 في روشستر في الولايات المتحدة.

## وصلات خارجية
- فرانك هيوز على موقع أوليمبيديا (الإنجليزية)